# Вестины
Вести́ны (лат. Vestini) — латинский экзоним для племени, проживавшего в центральной Италии в долине Атерно (ныне территория Абруццо), а также в прибрежных землях между устьем р. Пескара и Тронто.
После войны с Римской республикой в 326 г. до н. э. вестины получили статус союзников Рима и сохраняли им верность вплоть до Союзнических войн в Италии 90-88 гг. до н. э. Контингент вестинов участвовал на стороне римлян в битве при Пидне 168 г. до н. э. Вестины чеканили бронзовую монету с надписью VES.
Вестины известны многочисленными доисторическими укреплёнными поселениями на холмах (Монте-ди-Черро, Монте-Бориа, Кроче-ди-Пиченце, Колле-Сепара, Серра-ди-Навелли и др.), а также богатыми некрополями с могилами в виде каменных кругов (Баццано, Фосса). В римскую эпоху их основными городами были Авея, Пелтуинум и Пинна.